# Умтити, Самюэль
Самюэ́ль Ив Умтити (фр. Samuel Yves Umtiti, французское произношение: [samɥɛl umtiti]; 14 ноября 1993, Яунде, Камерун) — французский футболист, центральный защитник французского клуба «Лилль». Выступал за национальную сборную Франции. Может сыграть как на позиции центрального защитника, так и на месте левого защитника. В составе национальной сборной стал чемпионом мира 2018 года, серебряным призёром чемпионата Европы 2016 года, а также чемпионом мира среди молодёжи 2013 года.

## Ранние годы
Самюэль Умтити родился в Камеруне, где являлся самым младшим из 4 детей. Через два года его семья переехала во Францию, поселившись в Лионе. Сам футболист ничего не помнит о стране своего рождения: «У меня до сих пор есть родственники в Яунде, я часто разговариваю с ними по телефону, но у меня не осталось никаких воспоминаний о моих двух годах в Камеруне. Я покинул его в двухлетнем возрасте, но это часть моих корней». Семья сначала жила в районе Вийерба, затем переехала в Жерлан, а оттуда в Мениваль. В возрасте 5 лет Умтити стал играть за местный одноимённый районный клуб «Мениваль», куда он пришёл со своим другом Себастьеном Флошо. Его мать долго сопротивлялась футбольным занятиям сына, боясь за его будущее. Но позже она сдалась, о чём, впоследствии, не пожалела. В 8 лет его пригласил на просмотр клуб «Лион», который завершился удачно. Первоначально футболист играл в клубе в атаке, но затем был переведён в полузащиту и лишь затем в оборону. Во многих из этих молодёжных команд Самюэль носил капитанскую повязку. 14 ноября 2008 года Умтити подписал свой первый профессиональный контракт с клубом. С 1 июля 2010 года защитник выступал за молодёжный состав команды.

## Клубная карьера
В 2011 году Умтити был вызван в первый состав команды. В основном составе «Лиона» дебютировал 8 января 2012 года, в победном матче против «Дюшера» на Кубке Франции, который завершился со счетом 3:1. 20 июля 2015 года Умтити продлил контракт с «Лионом» до 2019 года. В ноябре он получил разрыв мышцы бедра в матче с «Сент-Этьеном», из-за чего не играл два месяца.

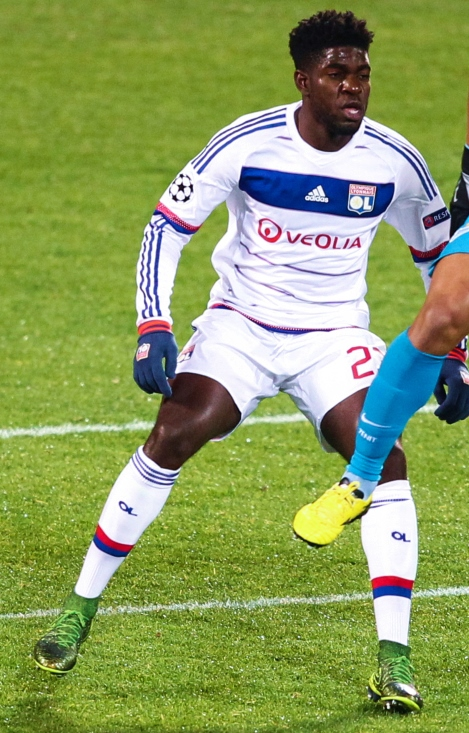
Умтити в 2015 году

12 июля 2016 года Умтити перешёл в «Барселону» за 25 млн евро, заключив с каталонским клубом пятилетний контракт. «Сине-гранатовые» первоначально хотели купить Маркиньоса, но сделали выбор в пользу Самюэля, из-за значительно более дорогой трансферной стоимости бразильца. 18 августа он дебютировал в составе каталонского клуба в матче с «Севильей» в рамках розыгрыша Суперкубка Испании. В ноябре он получил тяжёлую травму — разрыв мышцы бедра, из-за чего не выступал почти три месяца. В декабре защитник попал в символическую сборную года игроков-открытий Лиги чемпионов, составленную УЕФА. В январе он заявил: «Переход в „Барселону“ — это воплощение мечты для меня. Подписание контракта с клубом прямо на „Камп Ноу“ стало одним из лучших моментов в моей жизни. Чувствую, что полностью адаптировался в команде. „Барселона“ — лучший клуб мира, в котором играют лучшие игроки». 4 марта 2017 года француз забил первый мяч за «Барселону», поразив ворота «Сельты». Всего за первый сезон в команде Умтити провёл 43 матча и забил 1 гол. 2 декабря 2017 года Самюэль получил травму задней поверхности бедра и выбыл из строя на два месяца.
В январе 2018 года в услугах Умтити выразил заинтересованность «Манчестер Сити». Но 3 июня того же года «Барселона» объявила о продлении контракта с Умтити на пять лет.
В январе 2022 года футболист продлил контракт с «Барселоной», в августе 2022 года отправился в аренду в итальянский клуб «Лечче» на 1 год. После возвращения из аренды в июле 2023 года по взаимному согласию был расторгнут контракт с «Барселоной», и футболист перешёл во французский «Лилль»

## Карьера в сборной
Самюэль Умтити с 16 лет вызывался в сборные Франции всех возрастов, начиная с категории «до 17». В 2013 году был основным центральным защитником сборной на чемпионате мира среди молодёжных команд, проходившем в Турции. Защитник принял участие во всех играх группового этапа, но из-за перебора карточек был дисквалифицирован на матч 1/8 финала против команды-хозяйки чемпионата. Был возвращён в состав главным тренером Пьером Манковски на четвертьфинальную и полуфинальную игры, однако в последней получил «красную карточку» и вынужден был пропустить финальный матч. Франция стала чемпионом мира в возрастной категории до 20 лет, Умтити получил «золотую» медаль первенства. В декабре 2013 года Камерунская федерация футбола выразила заинтересованность в приглашении Умтити в состав национальной сборной.
В 2016 году по решению главного тренера взрослой сборной Дидье Дешама Умтити стал одним из 8 резервных футболистов — потенциальных участников финальной стадии Евро-2016, проходящем на родине. 28 мая из-за травмы защитника Жереми Матьё 22-летний Умтити был включён в состав первой сборной на Евро-2016. 3 июля он дебютировал в составе национальной команды на чемпионате Европы в матче с Исландией, став только третьим игроком в истории французского футбола, сыгравшим первый матч за сборную на европейском первенстве.
В 2018 году в составе сборной Умтити стал победителем чемпионата мира в России. Помимо надёжной игры в обороне (на турнире Умтити являлся основным защитником французской сборной) Самюэль забил единственный гол в полуфинальном матче со сборной Бельгии.

## Статистика выступлений

### Клубная статистика
| Выступление      | Выступление      | Выступление      | Лига | Лига | Кубки | Кубки | Еврокубки | Еврокубки | Прочие | Прочие | Итого | Итого |
| Клуб             | Лига             | Сезон            | Игры | Голы | Игры  | Голы  | Игры      | Голы      | Игры   | Голы   | Игры  | Голы  |
| ---------------- | ---------------- | ---------------- | ---- | ---- | ----- | ----- | --------- | --------- | ------ | ------ | ----- | ----- |
| Лион             | Лига 1           | 2011/12          | 12   | 0    | 3     | 0     | 0         | 0         | 3      | 0      | 18    | 0     |
| Лион             | Лига 1           | 2012/13          | 26   | 1    | 0     | 0     | 6         | 1         | 0      | 0      | 32    | 2     |
| Лион             | Лига 1           | 2013/14          | 28   | 0    | 1     | 0     | 10        | 0         | 3      | 0      | 42    | 0     |
| Лион             | Лига 1           | 2014/15          | 35   | 1    | 2     | 0     | 2         | 1         | 1      | 0      | 40    | 2     |
| Лион             | Лига 1           | 2015/16          | 30   | 1    | 2     | 0     | 4         | 0         | 2      | 0      | 38    | 1     |
| Лион             | Итого            | Итого            | 131  | 3    | 8     | 0     | 22        | 2         | 9      | 0      | 170   | 5     |
| Барселона        | Примера          | 2016/17          | 25   | 1    | 9     | 0     | 8         | 0         | 1      | 0      | 43    | 1     |
| Барселона        | Примера          | 2017/18          | 25   | 1    | 4     | 0     | 9         | 0         | 2      | 0      | 40    | 1     |
| Барселона        | Примера          | 2018/19          | 14   | 0    | 0     | 0     | 1         | 0         | 0      | 0      | 15    | 0     |
| Барселона        | Примера          | 2019/20          | 13   | 0    | 1     | 0     | 3         | 0         | 1      | 0      | 18    | 0     |
| Барселона        | Примера          | 2020/21          | 13   | 0    | 0     | 0     | 1         | 0         | 0      | 0      | 14    | 0     |
| Барселона        | Итого            | Итого            | 90   | 2    | 14    | 0     | 22        | 0         | 4      | 0      | 130   | 2     |
| Всего за карьеру | Всего за карьеру | Всего за карьеру | 212  | 5    | 22    | 0     | 44        | 2         | 13     | 0      | 291   | 7     |

### Выступления за сборную
| Сборная          | Год              | Отборочные матчи ЧМ | Отборочные матчи ЧМ | Финальные матчи ЧМ | Финальные матчи ЧМ | Отборочные матчи ЧЕ | Отборочные матчи ЧЕ | Лига наций УЕФА | Лига наций УЕФА | Финальные матчи ЧЕ | Финальные матчи ЧЕ | Товарищеские матчи | Товарищеские матчи | Итого | Итого |
| Сборная          | Год              | Игры                | Голы                | Игры               | Голы               | Игры                | Голы                | Игры            | Голы            | Игры               | Голы               | Игры               | Голы               | Игры  | Голы  |
| ---------------- | ---------------- | ------------------- | ------------------- | ------------------ | ------------------ | ------------------- | ------------------- | --------------- | --------------- | ------------------ | ------------------ | ------------------ | ------------------ | ----- | ----- |
| Франция          | 2016             | -                   | -                   | -                  | -                  | -                   | -                   | -               | -               | 3                  | 0                  | 1                  | 0                  | 4     | 0     |
| Франция          | 2017             | 5                   | 0                   | -                  | -                  | -                   | -                   | -               | -               | -                  | -                  | 5                  | 1                  | 10    | 1     |
| Франция          | 2018             | -                   | -                   | 6                  | 1                  | -                   | -                   | 2               | 0               | -                  | -                  | 5                  | 1                  | 13    | 2     |
| Франция          | 2019             | -                   | -                   | -                  | -                  | 3                   | 1                   | -               | -               | -                  | -                  | 1                  | 0                  | 4     | 1     |
| Всего за карьеру | Всего за карьеру | 5                   | 0                   | 6                  | 1                  | 3                   | 1                   | 2               | 0               | 3                  | 0                  | 12                 | 2                  | 31    | 4     |

### Матчи и голы за сборную
| Матчи и голы Самюэля Умтити за сборную Франции | Матчи и голы Самюэля Умтити за сборную Франции | Матчи и голы Самюэля Умтити за сборную Франции | Матчи и голы Самюэля Умтити за сборную Франции | Матчи и голы Самюэля Умтити за сборную Франции | Матчи и голы Самюэля Умтити за сборную Франции |
| №                                              | Дата                                           | Оппонент                                       | Счёт                                           | Голы                                           | Соревнование                                   |
| ---------------------------------------------- | ---------------------------------------------- | ---------------------------------------------- | ---------------------------------------------- | ---------------------------------------------- | ---------------------------------------------- |
| 1                                              | 3 июля 2016                                    | Исландия                                       | 5:2                                            | —                                              | Финальные матчи ЧЕ-2016                        |
| 2                                              | 7 июля 2016                                    | Германия                                       | 2:0                                            | —                                              | Финальные матчи ЧЕ-2016                        |
| 3                                              | 10 июля 2016                                   | Португалия                                     | 0:1                                            | —                                              | Финальные матчи ЧЕ-2016                        |
| 4                                              | 1 сентября 2016                                | Италия                                         | 3:1                                            | —                                              | Товарищеский матч                              |
| 5                                              | 25 марта 2017                                  | Люксембург                                     | 3:1                                            | —                                              | Отборочные матчи ЧМ-2018                       |
| 6                                              | 28 марта 2017                                  | Испания                                        | 0:2                                            | —                                              | Товарищеский матч                              |
| 7                                              | 2 июня 2017                                    | Парагвай                                       | 5:0                                            | —                                              | Товарищеский матч                              |
| 8                                              | 13 июня 2017                                   | Англия                                         | 3:2                                            | 1                                              | Товарищеский матч                              |
| 9                                              | 31 августа 2017                                | Нидерланды                                     | 4:0                                            | —                                              | Отборочные матчи ЧМ-2018                       |
| 10                                             | 3 сентября 2017                                | Люксембург                                     | 0:0                                            | —                                              | Отборочные матчи ЧМ-2018                       |
| 11                                             | 7 октября 2017                                 | Болгария                                       | 1:0                                            | —                                              | Отборочные матчи ЧМ-2018                       |
| 12                                             | 10 октября 2017                                | Беларусь                                       | 2:1                                            | —                                              | Отборочные матчи ЧМ-2018                       |
| 13                                             | 10 ноября 2017                                 | Уэльс                                          | 2:0                                            | —                                              | Товарищеский матч                              |
| 14                                             | 14 ноября 2017                                 | Германия                                       | 2:2                                            | —                                              | Товарищеский матч                              |
| 15                                             | 23 марта 2018                                  | Колумбия                                       | 2:3                                            | —                                              | Товарищеский матч                              |
| 16                                             | 27 марта 2018                                  | Россия                                         | 3:1                                            | —                                              | Товарищеский матч                              |
| 17                                             | 28 мая 2018                                    | Ирландия                                       | 2:0                                            | —                                              | Товарищеский матч                              |
| 18                                             | 1 июня 2018                                    | Италия                                         | 3:1                                            | 1                                              | Товарищеский матч                              |
| 19                                             | 9 июня 2018                                    | США                                            | 1:1                                            | —                                              | Товарищеский матч                              |
| 20                                             | 16 июня 2018                                   | Австралия                                      | 2:1                                            | —                                              | Финальные матчи ЧМ-2018                        |
| 21                                             | 21 июня 2018                                   | Перу                                           | 1:0                                            | —                                              | Финальные матчи ЧМ-2018                        |
| 22                                             | 30 июня 2018                                   | Аргентина                                      | 4:3                                            | —                                              | Финальные матчи ЧМ-2018                        |
| 23                                             | 6 июля 2018                                    | Уругвай                                        | 2:0                                            | —                                              | Финальные матчи ЧМ-2018                        |
| 24                                             | 10 июля 2018                                   | Бельгия                                        | 1:0                                            | 1                                              | Финальные матчи ЧМ-2018                        |
| 25                                             | 15 июля 2018                                   | Хорватия                                       | 4:2                                            | —                                              | Финальные матчи ЧМ-2018                        |
| 26                                             | 6 сентября 2018                                | Германия                                       | 0:0                                            | —                                              | Лига наций УЕФА 2018/2019                      |
| 27                                             | 9 сентября 2018                                | Нидерланды                                     | 2:1                                            | —                                              | Лига наций УЕФА 2018/2019                      |
| 28                                             | 22 марта 2019                                  | Молдова                                        | 4:1                                            | —                                              | Отборочные матчи ЧЕ-2020                       |
| 29                                             | 25 марта 2019                                  | Исландия                                       | 4:0                                            | 1                                              | Отборочные матчи ЧЕ-2020                       |
| 30                                             | 2 июня 2019                                    | Боливия                                        | 2:0                                            | —                                              | Товарищеский матч                              |
| 31                                             | 8 июня 2019                                    | Турция                                         | 0:2                                            | —                                              | Отборочные матчи ЧЕ-2020                       |

Итого: 31 матч / 4 гола; 23 победы, 4 ничьи, 4 поражения.

## Достижения

### Командные
«Олимпик Лион»
- Обладатель Кубка Франции: 2011/12
- Обладатель Суперкубка Франции: 2012

«Барселона»
- Чемпион Испании (2): 2017/18, 2018/19
- Обладатель Кубка Испании (3): 2016/17, 2017/18, 2020/21
- Обладатель Суперкубка Испании (2): 2016, 2018

Сборная Франции
- Чемпион мира среди молодёжи: 2013
- Серебряный призёр чемпионата Европы 2016
- Чемпион мира: 2018

### Личные
- Кавалер ордена Почётного легиона: 2018[28]